# Corporate Average Fuel Economy

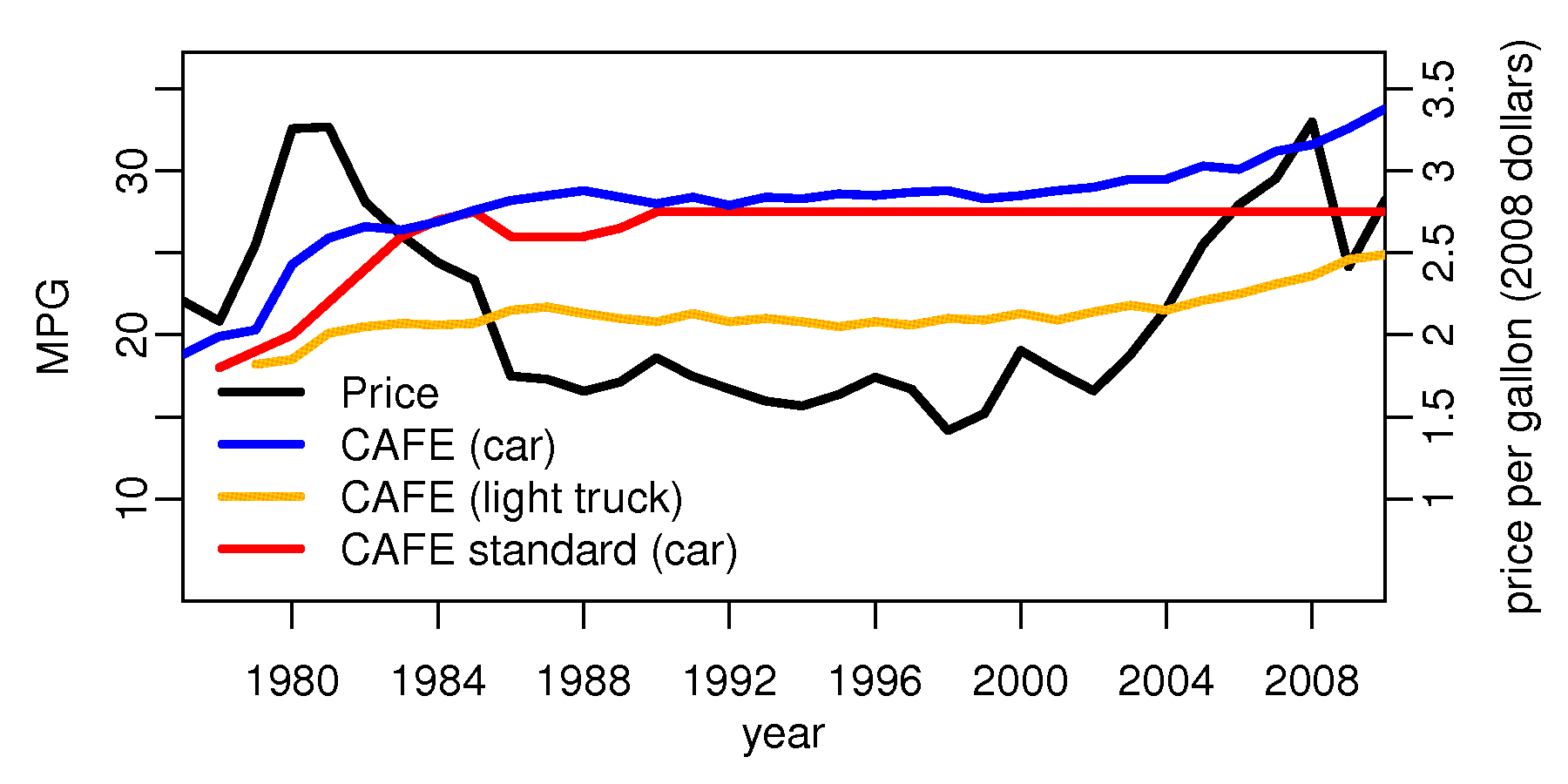
MPG (milles per galó (4,5 litres aprox.)

Els estàndards Corporate Average Fuel Economy (amb acrònim anglès CAFE) són regulacions als Estats Units, promulgades per primera vegada pel Congrés dels Estats Units el 1975, després de l'embargament del petroli àrab de 1973–74, per millorar l'economia mitjana de combustible dels cotxes i camions lleugers (camions, furgonetes i vehicles utilitaris esportius) produïts per a la venda als Estats Units.
CAFE no ofereix directament incentius als clients per triar vehicles eficients en combustible ni afecta directament els preus del combustible. Més aviat, intenta assolir els objectius indirectament, fent que els fabricants d'automòbils siguin més cars per construir vehicles ineficients mitjançant la introducció de sancions.
Els estàndards CAFE originals pretenien impulsar la innovació automotriu per reduir el consum de combustible, i ara l'objectiu és crear llocs de treball domèstics i reduir l'escalfament global Els estrictes estàndards CAFE juntament amb els incentius governamentals per als vehicles eficients en combustible als Estats Units haurien d'accelerar la demanda de vehicles elèctrics.
Els estàndards CAFE són administrats pel Secretari de Transport a través de l'Administració Nacional de Seguretat en el Trànsit .
El CAFE assolit per una flota determinada de vehicles en un any model determinat és l'economia de combustible mitjana harmònica ponderada per la producció, expressada en milles per galó dels EUA (mpg), de la flota d'un fabricant d'automòbils de passatgers o camions lleugers de l'any model actual amb una relació de pes brut per vehicle (GVWR) de 8.500 lliures (3.856 kg) o menys (però també inclou vehicles de passatgers de servei mitjà, com ara grans vehicles utilitaris esportius i furgonetes de passatgers, amb un GVWR de fins a 10.000 lliures), produïts per a la venda als Estats Units. Els estàndards CAFE en un any model determinat defineixen els nivells CAFE que les flotes dels fabricants han de complir en aquest any model, nivells específics en funció de les característiques i la combinació de vehicles produïts per cada fabricant. Si l'economia mitjana de combustible de la flota anual de producció de vehicles d'un fabricant cau per sota del requisit aplicable, el fabricant ha d'aplicar suficients crèdits CAFE (vegeu més avall) per cobrir el dèficit o pagar una penalització, actualment de 14 dòlars per 0,1 mpg segons l'estàndard, multiplicada. per la producció total del fabricant per al mercat interior dels EUA. El Congrés va establir aquestes dues disposicions explícitament a l'EPCA, modificada el 2007 per EISA. A més, s'aplica un impost Gas Guzzler als models de cotxes de passatgers individuals (però no camions, furgonetes, monovolums o SUV) que aconsegueixen menys de 22,5 MPG.